# 헤룔프스네스

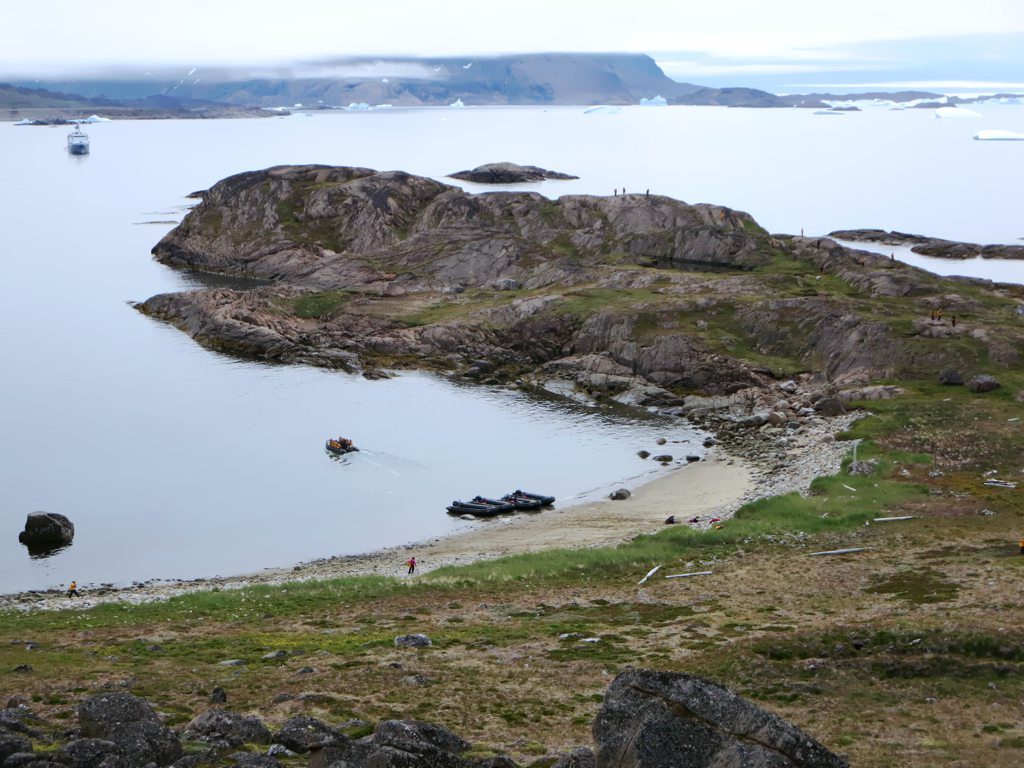

헤룔프스네스(고대 노르드어: Herjolfsnes)는 그린란드에 있었던 노르드인 정착지다. 작별의 곶에서 서북쪽으로 50 킬로미터 지점에 위치해 있으며, 그린란드의 노르드인 정착지 가운데 가장 남쪽에 있는 편이다. 10세기 말엽에 헤룔프 바르드손이 설립해서 이후 500여년간 지속된 것으로 생각된다. 그 뒤 헤룔프스네스 주민들이 어떻게 되었는지는, 다른 그린란드 노르드인들의 운명과 마찬가지로, 알려진 것이 없다. 1921년 덴마크 고고학자 포울 뇌를룬드가 여기서 잘 보존된 중세 의복들을 발굴해냈다.